# Amenmose
Amenmose war der Bürgermeister von Theben unter Ramses IV. bis Ramses VI.
Sein erster sicher datierter Beleg stammt aus dem Jahr 3 von Ramses IV.
Nach Peden war Amenmose zu dieser Zeit bereits mindestens 74 Jahre alt und diente weitere 16 Jahre bis frühestens zum Jahr 8 von Ramses VI.
Er war der Nachfolger seines Bruders Paser, der zuletzt im Jahr 18 von Ramses III. erwähnt wurde. Möglicherweise amtierte Amenmose bereits unter Ramses III.
Amenmose war mütterlicher Onkel von Amenemope und Onkel des Obervermögensverwalters Bakenchons, mit dem er an der großen Expedition ins Wadi Hammamat teilnahm. Sohn von Amenmose war Paser, der spätestens im Jahr 16 unter Ramses IX. Bürgermeister von Theben war. Amenmose war zu früherer Zeit vermutlich Amunspriester, da er den Titel Gottesvater mit reinen Händen trug.
Als weitere Belege für Amenmose dienen ein Ostrakon, eventuell zwei Papyri und zwei Statuen aus Karnak.
Sein Grab konnte 2025 von einem ägyptisch-kanadischen Archäolgenteam in Theben-West identifziert werden.